# Hihi
Hihi (Notiomystis cincta) är en ovanlig honungsfågelliknande fågel endemisk för Nordön och närliggande öar i Nya Zeeland. Den dog ut överallt utom på Little Barrier Island, men har återintroducerats till tre andra öreservat och två platser på själva Nordön. Dess släktskapsförhållanden har länge förbryllat ornitologerna, men den klassificeras idag som enda medlem i den egna familjen hihier (Notiomystidae).

## Utseende och läte
Hihin är en liten honungsfågelliknande fågel. Hanarna har mörk sammetsaktig hjässa och korta vita örontofsar, som kan resas lite från huvudet. Ett gult band över bröstet avskiljer det svarta huvudet från resten av kroppen, som är grå. Honor och ungfåglar är blekare än hanar och saknar det svarta huvudet och det gula bröstbandet. Näbben är ganska smal och något krökt, och tungan är lång med en borste i änden för att samla nektar. Tunna hår sticker ut, något framåtriktade, från näbbens bas.
Hihier är mycket aktiva och låter ofta. Deras vanligaste läte, ett tzit tzit-ljud, tros vara ursprunget till deras engelska namn stitchbird.  De har också en gäll vissling och ett varningsläte som är ett nasalt pek liknande en korimako. Hanar yttrar en genomträngande tretonig vissling (ofta hörd på våren) och ett antal andra läten som honan inte har.

## Ekologi

### Föda
Forskning har antytt att hihin är utsatta för interspecifik konkurrens från tui och korimako, och väljer födokällor av lägre kvalitet när dessa arter är närvarande. Den landar sällan på marken och besöker sällan blommor på de stora kronträd som tuin och korimakon föredrar (detta kan helt enkelt bero på konkurrensen från de större, mer aggressiva fåglarna).
Hihins huvudsakliga föda är nektar, men dess föda omfattar över tjugo arter av inhemska blommor och trettio arter av frukt och många arter av introducerade växter. Viktiga naturliga källor till nektar är Pittosporum umbellatum, Rhabdothamnus solandri, Vitex lucens, Metrosideros robusta och Alseuosmia macrophylla.  Den äter gärna frukter av Coprosma-arter, Pseudopanax arboreus, Schefflera digitata, Fuchsia excorticata och Raukaua edgerleyi. Hihin utökar även sin föda med små insekter.

### Häckning
Hihin häckar i hålor högt upp i gamla träd. De är den enda fågelarten som parar sig ansikte mot ansikte, förutom den mer konventionella kopulationsstilen för fåglar där hanen bestiger honans rygg.

## Utbredning och bevarande
Hihi var relativt vanlig tidigt under den europeiska koloniseringen av Nya Zeeland, och började minska i antal ganska snart därefter. Den var utdöd på huvudön och många mindre öar 1885. Den senaste observationen på huvudön var i Tararua Range på 1880-talet. Den exakta orsaken till minskningen är okänd, men anses vara påfrestning från introducerade arter, särskilt svartråttor, och introducerade fågelsjukdomar. Endast en liten population på Little Barrier Island överlevde. Från och med 1980-talet har New Zealand Wildlife Service (numera Department of Conservation) flyttat ett antal individer från Little Barrier Island till andra öreservat för att skapa separata populationer. Dessa öar ingick i Nya Zeelands nätverk av öreservat som har rensats från introducerade arter och som ger skydd åt andra sällsynta arter, som kakapo och sydötakahe.
För närvarande uppskattas världspopulationen till mellan 500 och 1000 vuxna fåglar, som lever i Little Barrier Island, Kapiti Island, Tiritiri Matangi Island, Mokoia Island i Lake Rotorua, Karori Wildlife Sanctuary och Waitakere Ranges.  Populationen på Tiritiri Matangi växer långsamt men över hälften av ungarna som kläcks där dör av svält på grund av bristen på mogen skog, då den mesta vegetationen på ön har införts sedan 1984–1994. Endast populationen på Little Barrier Island tros vara stabil år 2007. Arten klassificeras som Vulnerable (D1+D2) av IUCN. Denna klassificering innebär att det finns färre än 1000 vuxna fåglar, och att arten återfanns på endast fem platser.

### Återintroducering på huvudön
År 2005 släpptes 60 hihier ut i Karori Wildlife Sanctuary nära Wellington och i oktober samma år kläcktes tre ungar där. Det var första gången på över 120 år som en hihiunge hade fötts på Nordön.
På hösten 2007 släpptes 59 vuxna fåglar från Tiritiri Matangi-populationen ut i Cascade Kauri Park, i Waitakere Ranges nära Auckland  och vid årets slut hade de första ungarna blivit flygfärdiga där.

## Taxonomi
Hihin beskrevs ursprungligen som en medlem av familjen honungsfåglar (Meliphagidae), som främst förekommer i Australien och Nya Guinea. Denna klassificering gällde tills nyligen. Genetiska studier har visat att den inte är nära släkt med honungsfåglarna och att dess närmaste levande släktingar är de endemiska nyzeeländska vårtkråkorna (Callaeidae). År 2007 uppsattes en ny tättingfamilj för att härbärgera hihin, hihier (Notiomystidae).